# Nevski Express

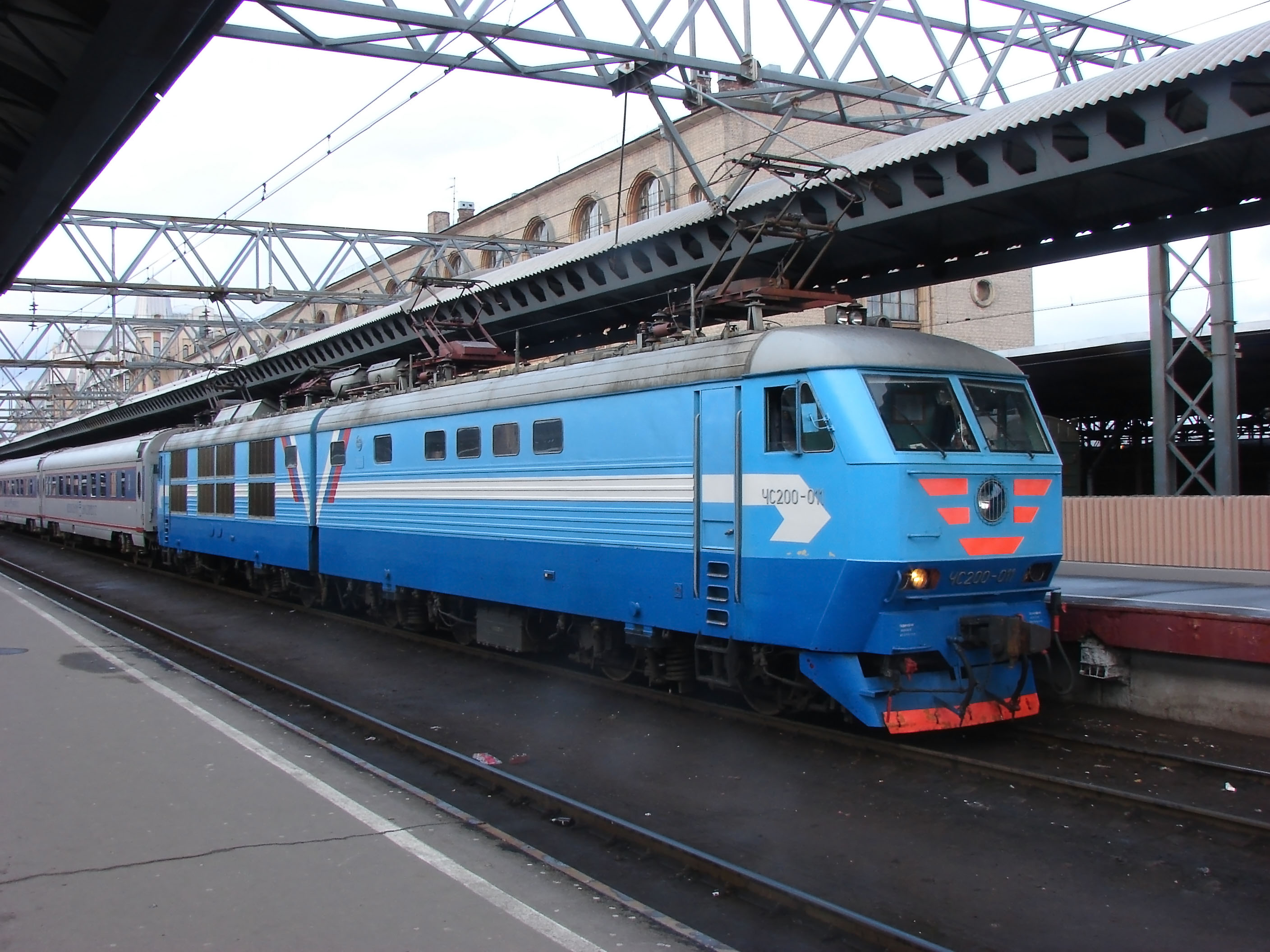
Locomotief CHS200-011 van de Nevski Express op het station Moskovski vokzal van Sint-Petersburg

Nevski Express (Russisch: Невский Экспресс; Nevski Ekspress) of Neva Express (naar de Nevarivier) is een Russische hogesnelheids-passagierstrein, die rijdt over de Moskou-Sint-Petersburgspoorlijn tussen Ruslands twee grootste steden Sint-Petersburg (Moskovski vokzal) en Moskou (Leningradski vokzal) en wordt bediend door de Oktjabrski-spoorlijn van de Russische spoorwegen. De reis duurt volgens de dienstregeling van 2007 4 uur en 30 minuten, waarbij de trein nergens stopt. De Nevski Express heeft een maximumsnelheid van 200 km/u; men streeft er echter naar een hogere snelheid mogelijk te maken door de spoorlijn aan te passen. De trein wordt getrokken door elektrolocs van het type CHS200 (TSJS200) en bestaat uit wagons van de Wagonbouwfabriek van Tver.
De trein werd in gebruik genomen in de zomer van 2001. 

## Aanslagen
De treinverbinding is reeds tweemaal getroffen door een aanslag. De eerste keer ging het volgens Russische veiligheidsbeambten mogelijk om Tsjetsjeense rebellen of ultranationalisten. Wie er achter de tweede aanslag zitten is eveneens onbekend.
Op 13 augustus 2007 om  ongeveer 22:00 MSD werd met een explosief een bomaanslag gepleegd op een trein van de Nevski Express tussen Boerga en Malaja Visjera. De trein reed op dat moment 185 km/u. De locomotief en alle rijtuigen op 1 na ontspoorden en onder de naar schatting 215 tot 250 passagiers vielen ongeveer 60 gewonden.
Op 27 november 2009 om 9:34 MSD werd opnieuw een bomaanslag gepleegd op een trein, ditmaal nabij het stadje Bologoje (oblast Tver). Bij de ontsporing kwamen zeker 25 passagiers om het leven en raakten meer dan 100 gewond.